# Paul von Spaun

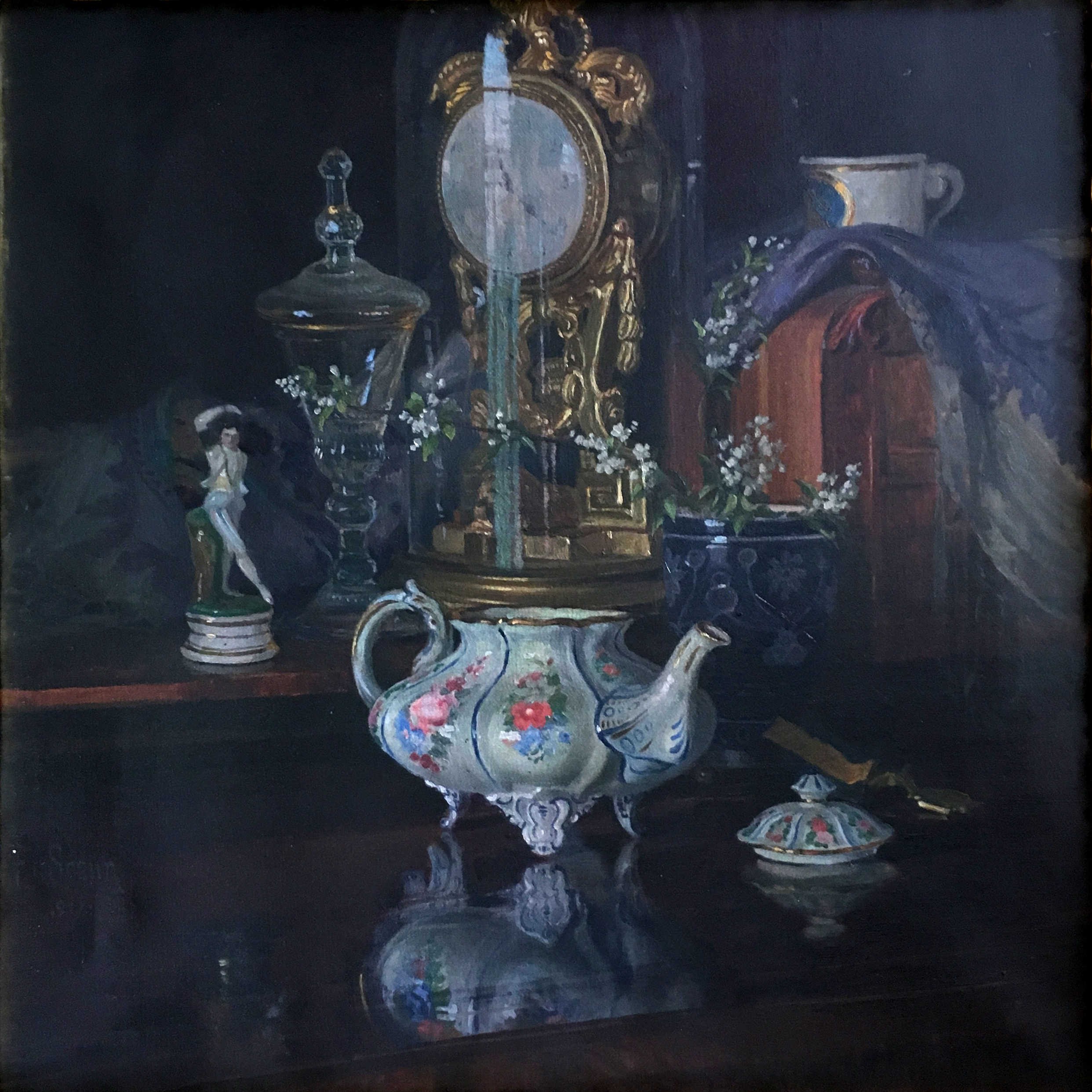
(1917, Öl auf Leinwand, etwa 52 × 52 cm), mehrfaches Motiv

Ritter Paul von Spaun (* 16. Juni 1876 in Scheibbs; † 30. November 1932 in Innsbruck) war ein österreichischer Kunstmaler, bekannt für Landschaftsbilder und Capri-Seestücke. In der Gesellschaft war er jedoch eher als Diefenbach-Jünger und Exzentriker bekannt und umstritten.

## Leben

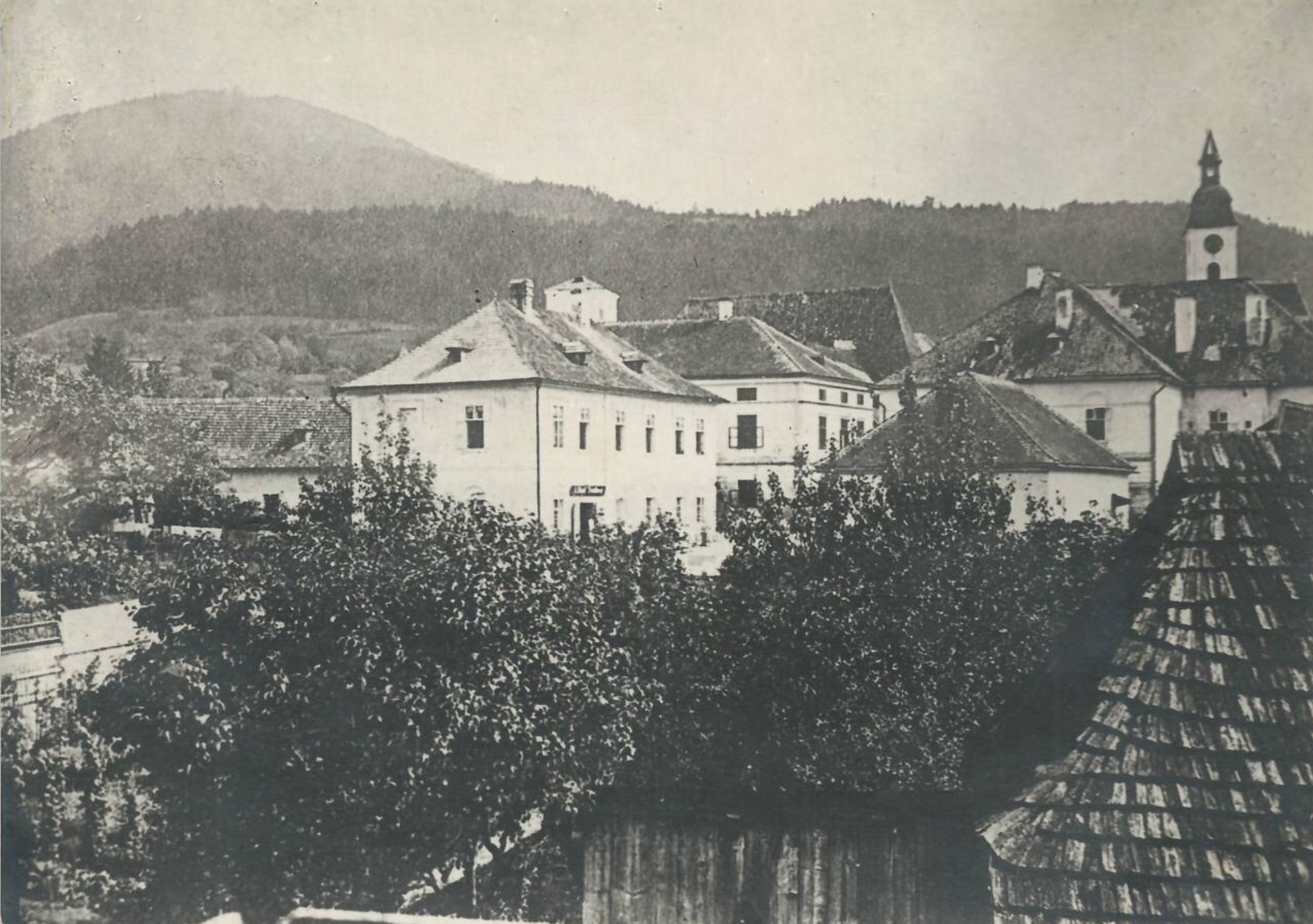
Spaun Elternhaus in Scheibbs, links der Spaungarten

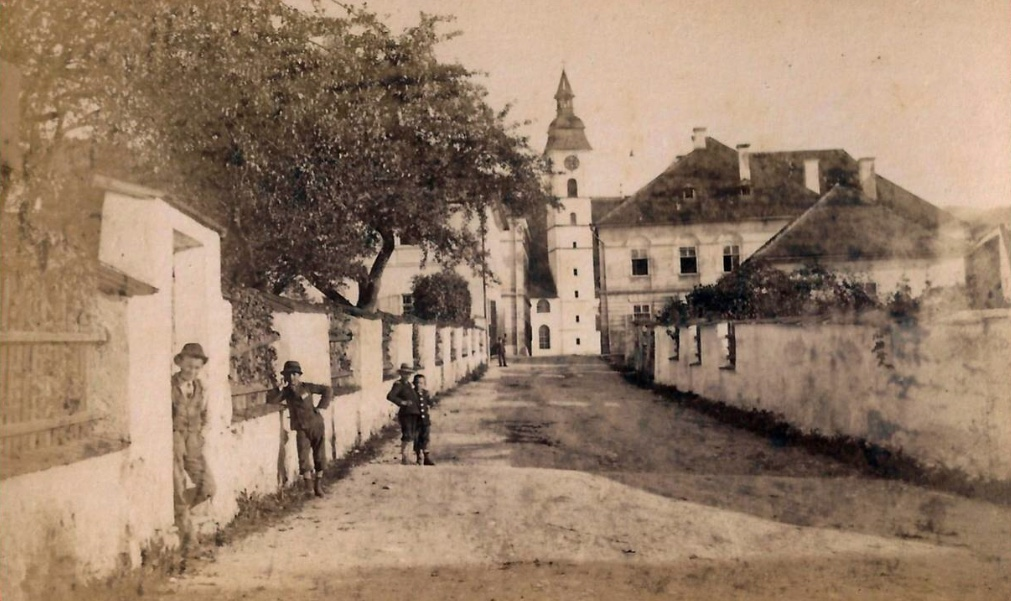
Spaungarten Scheibbs

Paul Ritter von Spaun entstammte der österreichischen Adelsfamilie Spaun und wuchs in Scheibbs auf. Er war das jüngste Kind von sieben Geschwistern von Auguste von Spaun, geb. Manger (1839–1915) sowie Anton Joseph Karl Johann Maximilian von Spaun (1835–1877). Sein sechs Jahre älterer Bruder Friedrich von Spaun (1870–1950) war ebenfalls Maler geworden und teilte mehrere Jahre seinen Lebensweg. Beider Großvater väterlicherseits war Max Gandolf von Spaun (1797–1844). Seine Mutter kaufte 1884 ein Haus mit großem Garten, dem Spaungarten, in Scheibbs, um dort eine Schule zu errichten. Ein Jahr später wurden Schule und Kindergarten eröffnet.
Zu seiner künstlerischen Ausbildung vermerkt als bislang einzige bekannte Quelle die Linzer Tages-Post 1905, er habe zunächst an der Wiener Akademie der bildenden Künste bei August Eisenmenger, dann bei Eduard Peithner von Lichtenfels studiert, im Anschluss aber für einige Jahre zu Franz von Lenbach in München gewechselt, wo er sich der Porträtmalerei gewidmet habe. Teils gibt auch die Todesmeldung 1933 ähnliches an (Innsbrucker Nachrichten).

## Zeit als Anhänger Diefenbachs
Von Spaun schloss sich zeitweilig der von Diefenbach 1897 gegründeten, teils 20 bis 30 Personen umfassenden Künstlerkommune „Humanitas“ im Hause der ehemaligen Gaststätte „Am Himmel“ am Himmelhof in Ober Sankt Veit (bei Wien) an, war zeitweise Diefenbachs Lieblingsjünger und erledigte die Geschäfte.
Gegen Ende des 19. Jahrhunderts war neben Diefenbach auch Paul von Spaun Gegenstand von Skandalberichten in der Presse. Max Winter, ein Journalist der Arbeiter-Zeitung, prangerte zunächst seinen Konsum von Kaffee und Zigaretten hinter zugezogenen Hotelvorhängen an, der den Maximen gesunder Lebensweise, die Spaun öffentlich predigte, widersprach, und schrieb dann weitere Meldungen über den Maler. Die Presse nannte ihn einen Heuchler und Schnorrer. Adelstitel und familiäre Herkunft passten nicht in das propagierte Weltbild, wurden jedoch auch gezielt zur Requirierung von Geldmitteln genutzt, z. B. bei der Gründung einer „Ehrenvereinigung“ für Diefenbach, für die auch zeitweise Personen wie die adlige Bertha von Suttner gewonnen werden konnten.
1895 begann Paul von Spaun ein Verhältnis mit Diefenbachs zwölfjähriger Tochter Stella (1882–1971). Als Diefenbach davon erfuhr, erpresste er seinen Adlatus, in der Kommune zu bleiben, die dieser eigentlich verlassen wollte. 1899 wurde Stella Diefenbachs Tochter Vera geboren. Da das junge Mädchen seit 1898 auch ein Verhältnis mit Paul von Spauns Bruder Friedrich hatte, der seinerseits mit Diefenbachs ehemaliger Partnerin Magda Bachmann verheiratet war, ist die Frage der Vaterschaft ungeklärt. Diefenbachs frühere Geliebte Mathilde Oborny sagte vor Gericht aus, Vera sei Friedrich von Spauns Tochter, es bleibt aber unklar, woher sie dies wissen wollte. 1899 zog der damals bereits entmündigte Diefenbach mit Paul von Spaun und einigen weiteren Gefährten nach Triest. Von dort musste Paul von Spaun im Sommer 1899 nach Wien zurückkehren, um sich in einem Prozess mit den Vorwürfen der Notzucht und des Vergehens gegen die öffentliche Ruhe und Ordnung auseinanderzusetzen. Auch er behauptete damals, Stellas Kind sei nicht von ihm, sondern von seinem Bruder Friedrich.
Das eigentlich geheime Gerichtsverfahren, zu dem auch Diefenbach erschien, wurde in der Presse ausgiebig gewürdigt. Unter anderem wurde Paul von Spaun in einem Artikel des Neuigkeits-Welt-Blattes vom 22. September 1899 bezichtigt, Diefenbach-Bilder in großer Zahl zu fälschen bzw. unter dem Namen Diefenbachs Bilder in Umlauf zu bringen.
Spaun, verteidigt von Richard Preßburger, der ihn als Verführten darstellte, wurde schließlich vom Vorwurf der Notzucht freigesprochen. Für einen Brief, in dem er die katholische Kirche als gemeinschädlich und geistentwürdigend bezeichnet hatte, wurde Spaun allerdings mit acht Tagen strengem Arrest bestraft, außerdem musste er die Gerichtskosten zahlen.
Ende 1899 zog er mit Diefenbach, Wilhelmine Vogler, seinem Bruder Friedrich und den Kindern Diefenbachs nach Anacapri.  Auf Capri blieb er bis zum Ausbruch des Ersten Weltkriegs, nach dem Krieg übersiedelte er nach Wolfratshausen.
Vier männliche (Fridolin (1901–2004); Wahnfried, * 1904; Siegfried Friedrich (1908–1944); Wieland, * 1911; ) und zwei weibliche Kinder (Vera, * 1899; Genovefa, * 1906) gelten als leibliche Nachfahren von Paul von Spaun und Stella geb. Diefenbach, darunter der Gründer der Spaun-Stiftung für Familienforschung in Dorfen bei Wolfratshausen, Fridolin von Spaun, der u. a. ein Paul-von-Spaun-Archiv angelegt hat, aber wahrscheinlich ein Sohn Friedrich von Spauns war.

## Werke
Spaun schuf zahlreiche Werke, viele, wie bei Diefenbach auch, in reiner Verkaufsabsicht. 1909 erklärte sein Bruder Friedrich vor Gericht wegen Signaturfälschung befragt, Paul und er hätten auch gemeinsam an Bildern gearbeitet, dabei habe immer der signiert, der den größten künstlerischen Anteil gehabt habe.
Paul von Spauns Werke befinden sich zu einem Gutteil in Familienbesitz. Eine Felsige Küste wurde 1972 vom Oberösterreichischen Landesmuseum angekauft.
Sein Œuvre ist bisher kunsthistorisch nicht gewürdigt, er wird in keinem Künstlerlexikon genannt und ist als Person in heutiger Literatur eher eine Anekdote oder eine Fußnote. Dagegen werden die zeitgenössischen Maler Gusto Gräser, Fidus und Franz Kupka bei Diefenbach-Retrospektiven als dessen Jünger gezeigt.

## Bilderauswahl

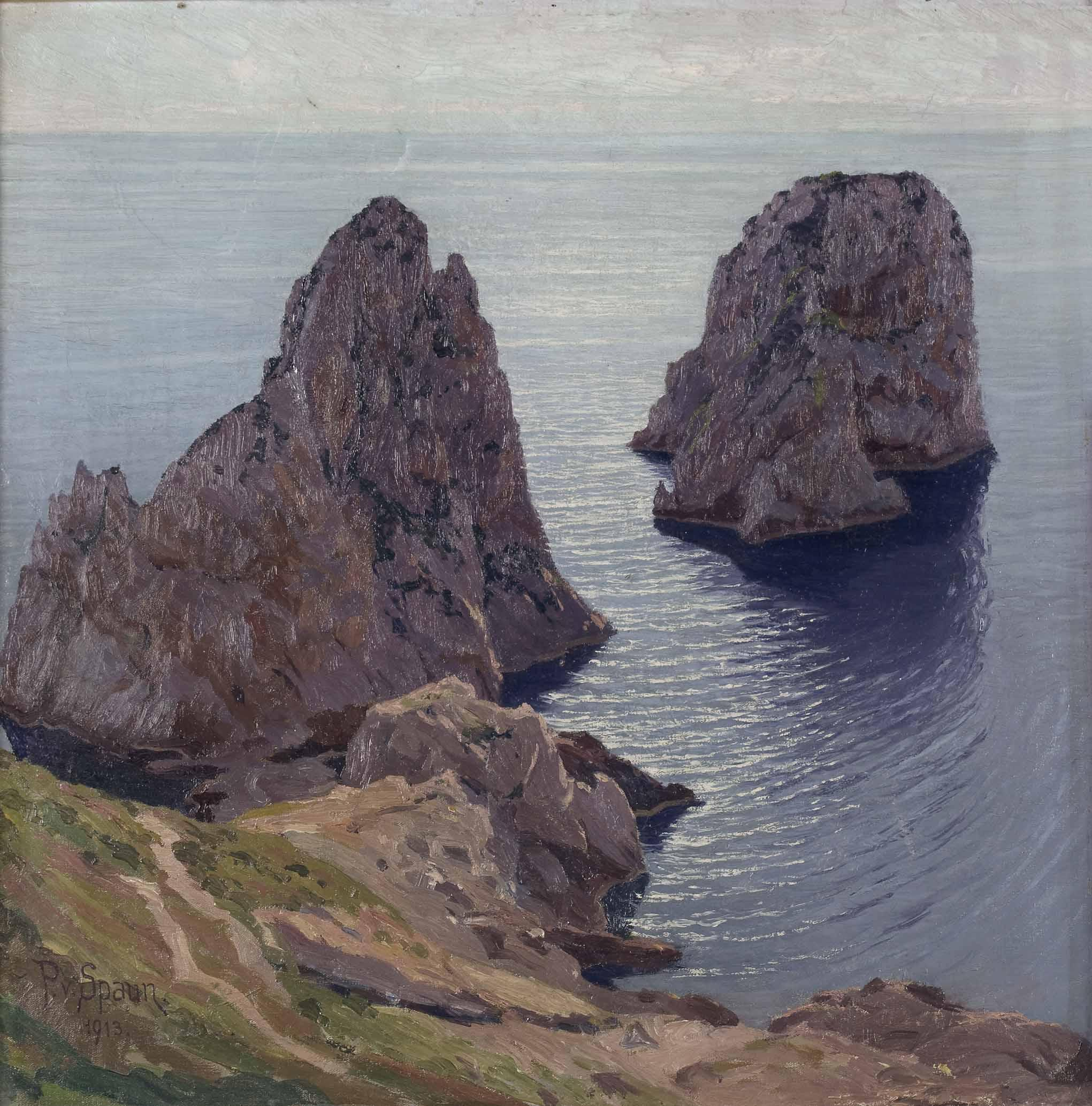
Die Faraglioni-Klippen bei Capri (1913, Öl auf Leinwand, etwa 60 × 60 cm), mehrfaches Motiv
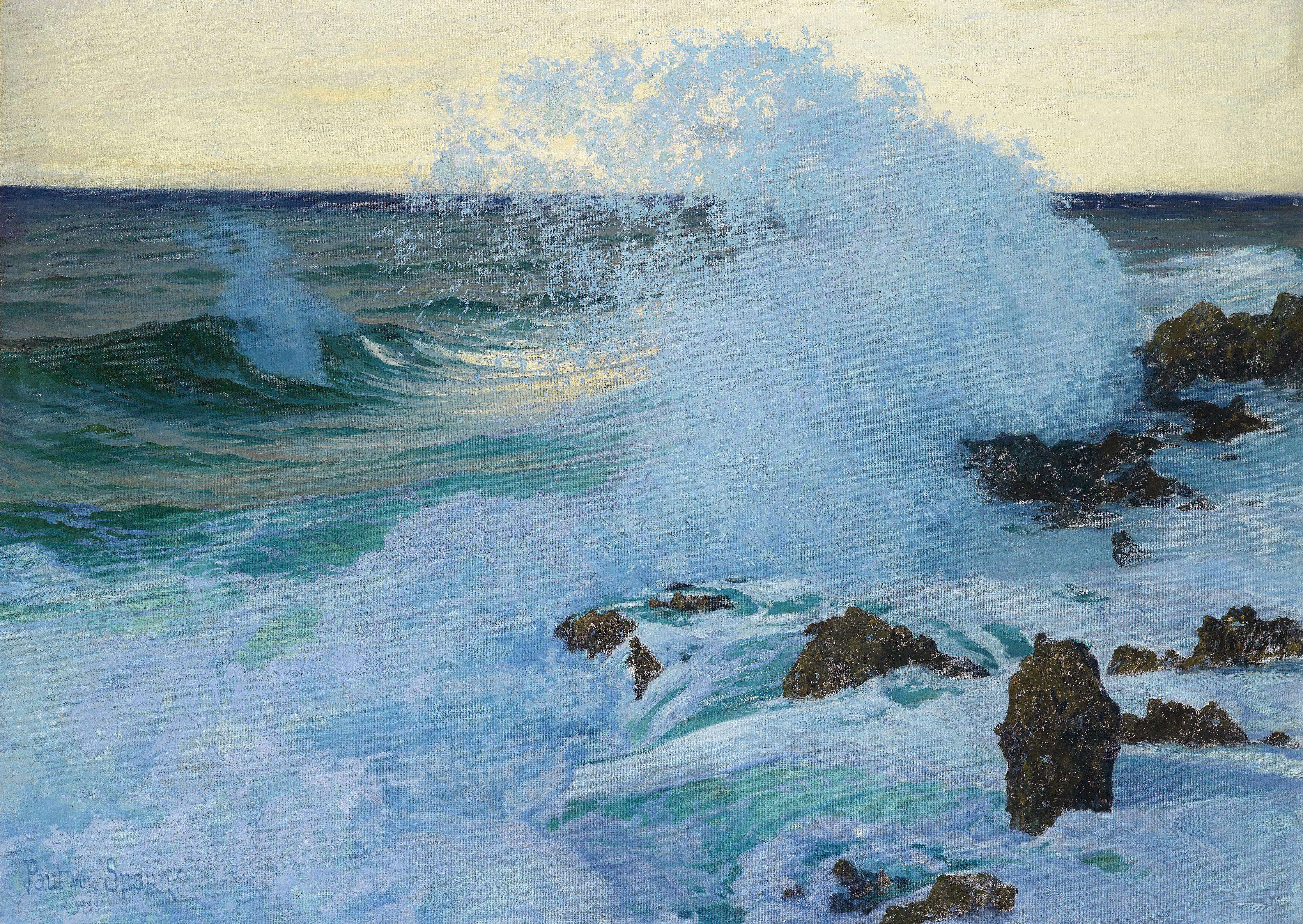
Meeresbrandung (1918, Öl auf Leinwand, 87,5 × 120,5 cm)
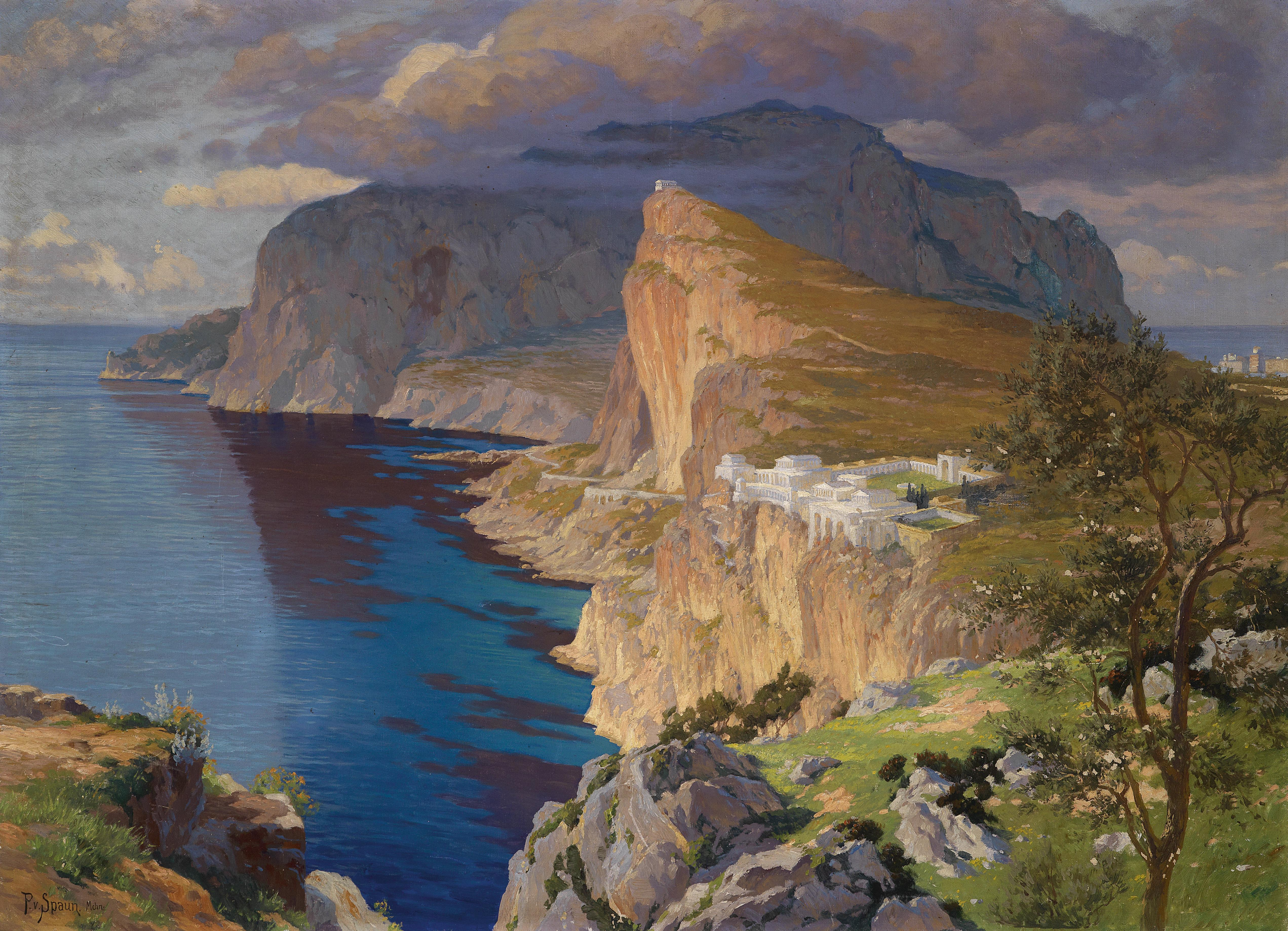
Ansicht der Villa Jovis auf Capri (?), Öl auf Leinwand, 80 × 110,4 cm

## Veröffentlichungen
Spaun publizierte einige Artikel und Broschüren zur Verteidigung Diefenbachs, erst ab 1911 auch einen Beitrag mit einem utopischen Architekturentwurf und einen zu Richard Wagner. Sein Stil ist hochpathetisch, ein Grund, weshalb die Kunsthistorikerin Claudia Wagner auch eine Urheberschaft des 1897 als Diktat von Diefenbach bezeichneten Lebensberichts für möglich hält, was noch ungewiss ist. 1927 veröffentlichte er in der Zeitschrift Die Schönheit zwei Artikel über Diefenbach.
- Zum Fall Diefenbach. Triest 1899.
- Das musikalische Drama in Bayreuth. In: Bayreuther Blätter, Band 34, Stück 7–9, 1911.
- Kunsttempel und Tempelkunst. In: Der Merker. Band 3, 1912, S. 634–639, 679–684 (hathitrust.org [abgerufen am 10. Juni 2018]).
- Karl von Diefenbach. Ein Bahnbrecher. In: Die Schönheit, Band 23, 1927, S. 402–423.
- „Per aspera ad astra“. Das Werk Meister K. W. Diefenbachs. In: Die Schönheit, Band 23, 1927, S. 561–571 (Digitalisat).